# Olga Kuzjela
Olga Petrovna Kuzjela (ryska: Ольга Петровна Кужела), född den 29 augusti 1985 i Leningrad i Ryska SFSR (nu St Petersburg i Ryssland), är en rysk konstsimmare.
Hon tog OS-guld i lagtävlingen i konstsim i samband med de olympiska konstsimstävlingarna 2008 i Peking.